# 華岡青洲
華岡青洲（1760年11月30日—1835年11月21日），名震，字伯行，又名雲平，號青洲、隨賢。日本江戶時代末期著名漢醫學者、外科醫生，出生於幕府末期紀州（和歌山縣）的傑出人物。是全世界首位使用全身麻醉，成功完成乳癌手術的外科醫師。

## 生平
華岡青洲在1782年（天明二年）來到京都，跟隨吉益南涯醫師學習古代的醫術。另外又跟隨大和見立研習蘭醫（荷蘭醫學）的外科醫術。1785年回鄉下紀州後，開始行醫。他的信條是「內外合一，活物窮理」。華岡見到歐傷牛草有麻藥作用，並據华佗麻沸散的故典，便潛心研究，終於製造出叫做「通仙散」的麻醉劑，研究過程中妻子因而失明。
1804年，他成功地以通天散完成了切除乳癌手術，比摩頓以乙醚當手術麻醉劑早了四十年。在乳癌手術之後，他也將麻醉劑運用在治療惡瘡、惡性腫瘤、痔瘡、脫肛、下疳、乳腺炎等各種外科手術上。
全日本各地湧來求醫的病人聚集到他的診所來，加上要向他學習麻醉術的人竟多達1300人。他除了為人治病外，並培育了很多門生來擴大自己的外科學說。其中本間玄調、嫌田玄台、熱田玄淹、館玄淹、難波立愿、三村玄澄等都是當時十分傑出的外科醫師。此後一生之中，他做過超過150次手術。
他的診療特色是信守古代的醫術所主張「實物親試」（即重視實驗，並親眼確定之）的精神。